# Pazer
| ֽ | Sof pasuq       |  | ֑   | Etnachta            |
| ֶ | Segol (Trope)   |  | ֓ ׀ | Schalschelet gedola |
| ֔ | Zaqef qaton     |  | ֕   | Zakef gadol         |
| ֗ | Rewia           |  | ֖   | Tipcha              |
| ֮ | Zarqa (Trope)   |  | ֙   | Paschta             |
| ֚ | Jetiw           |  | ֛   | Tewir               |
| ֜ | Geresch (Trope) |  |    | Gerschajim (Trope)  |
| ֡ | Pazer           |  | ֟   | Qarne para          |
| ֠ | Telischa gedola |  | ֣ ׀ | Munach Legarmeh     |

| ֣ | Munach           |  | ֤ | Mahpach         |
| ֥ | Mercha           |  | ֦ | Mercha kefula   |
| ֧ | Darga (Trope)    |  | ֨ | Qadma           |
| ֩ | Telischa qetanna |  | ֪ | Jerach ben jomo |
| ֖ | Majela (Trope)   |  |  |                 |

| ֽ   | Sof pasuq        |  | ֫ ֥  | Ole we-Jored        |
| ֑   | Etnachta         |  | ֗   | Rewia gadol         |
| ֝ ֗  | Rewia Mugrasch   |  | ֓ ׀ | Schalschelet gedola |
| ֮   | Zarqa (Trope)    |  | ֗   | Rewia qaton         |
| ֭   | Dechi            |  | ֡   | Pazer               |
| ֤ ׀ | Mahpach legarmeh |  | ֨ ׀ | Asla legarmeh       |

| ֣ | Munach        |  | ֥ | Mercha       |
| ֬ | Illuj         |  | ֖ | Tipcha       |
| ֢ | Atnach hafuch |  | ֤ | Mahpach      |
| ֨ | Qadma         |  | ֓ | Schalschelet |
| ֘ | Zinnorit      |  |  |              |

Pazer ◌֡, hebräisch פָּזֵר ist eine Trope in der jüdischen Liturgie zählt zu den biblischen Satz-, Betonungs- und Kantillationszeichen Teamim, die im Tanach erscheinen. Es wird auch Pazer qatan hebräisch פָּזֵר קָטָן genannt. Pazer qatan bedeutet kleines Pazer im Gegensatz zu Pazer gadol, dem großen Pazer, das auch Qarne para genannt wird.

## Begriffe
| Trope                                                                          |
| ------------------------------------------------------------------------------ |
| von altgriechisch τρόπος tropos über jiddisch טראָפּ trop dt.: Betonung, Melodie |

Das hebräische Wort פָּזֵ֡ר bedeutet übersetzt Verteilung oder Verbreitung. Dies bezieht sich auf die große Anzahl von Noten in der Melodie. Es zeigt, wie weit die Göttlichkeit auf die Worte verteilt ist.

## Symbol
Das Symbol für Pazer ähnelt einem nach oben gespiegelten h, oder, wie in der Biblia Hebraica Stuttgartensia, einem kleinen T, das um 90° gegen den Uhrzeigersinn gekippt ist. Es steht über dem Konsonanten der ersten betonten Silbe.

## Grammatik
Als „Graf“ teilt Pazer ein Verssegment auf der untersten Ebene. Pazer teilt Gruppen mit Rewia, Paschta, Tewir oder Zarkqa als übergeordnetem Trenner. Manchmal unterteilt es ein Geresch-Segment. Sein Segment hat dabei keine untergeordneten disjunktiven Tropen mehr. Es kann aus einem einzigen Wort bestehen, es kann aber auch bis zu 6 mal Munach enthalten.
Häufig folgt einem Pazer-Segment ein Geresch-Segment. Dem Pazer geht in der Regel bei einem Zwei-Worte-Segment ein Munach voraus. Dieser Munach wird bei einem Drei-Worte-Segment wiederholt. Dem Pazer kann auch ein Telischa gedola oder ein Telischa qetanna folgen. In einigen Fällen folgt dem Pazer-Segment ein weiteres Pazer-Segment.
Pazer wird verwendet, um ein Wort beim Singen deutlich zu verlängern. Damit soll die Bedeutung des jeweiligen Wortes stärker hervorgehoben und betont werden. In seltenen Fällen wird Pazer durch das noch stärker ausgestaltete Qarne para ersetzt, das deswegen auch Pazer gadol genannt wird, ohne dass das einer grammatikalischen Regel folgt. In diesem Fall soll etwas Bedeutsames im Text hervorgehoben werden.

## Melodie
|                                                                            |
| De accentibus, et orthographia, linguae Hebraicae Johannes Reuchlin: Pazer |

| verschiedene Kantilenen                                    | verschiedene Kantilenen |
| ---------------------------------------------------------- | ----------------------- |
|                                                            |                         |
| Beispiele für das Prosa-System aus der Jewish Encyclopedia |                         |

Mit welcher Melodie die Kantilene zu einer Trope zu singen ist, hängt sowohl von der Position im Tanach, als auch von der zugrundeliegenden Tradition ab. So gehören die Melodien für die Torah meist der hypoäolischen Kirchentonart an. In den Prophetenbüchern hingegen wurde in der sephardischen und aschkenasischen Tradition dorisch gesungen.
In der aschkenasischen Tradition wurde in der Torah zwischen gewöhnlichem (hypoäolischem) Vortrag und dem in Bußpredigten (mixolydisch) unterschieden.
Die rechts angegebenen Melodien sind recht lebhaft, aber ohne festes Tempo zu singen.

## Vorkommen
Pazer gehört sowohl zum prosaischen, als auch zum poetischen System der Teamim.
| Teil des Tanach | Pazer |
| --------------- | ----- |
| Tora            | 154   |
| Nevi’im         | 420   |
| Ketuvim         | 284   |
| Gesamt          | 858   |

Die Tabelle zeigt das Vorkommen von Pazer in den 21 Büchern.